# Prosopidastrum globosum
Prosopidastrum globosum är en ärtväxtart som först beskrevs av William Jackson Hooker och George Arnott Walker Arnott, och fick sitt nu gällande namn av Arturo Erhardo Erardo Burkart. Prosopidastrum globosum ingår i släktet Prosopidastrum och familjen ärtväxter. Inga underarter finns listade i Catalogue of Life.